# Hl.-Erzengel-Michael-Kirche (Upninkai)

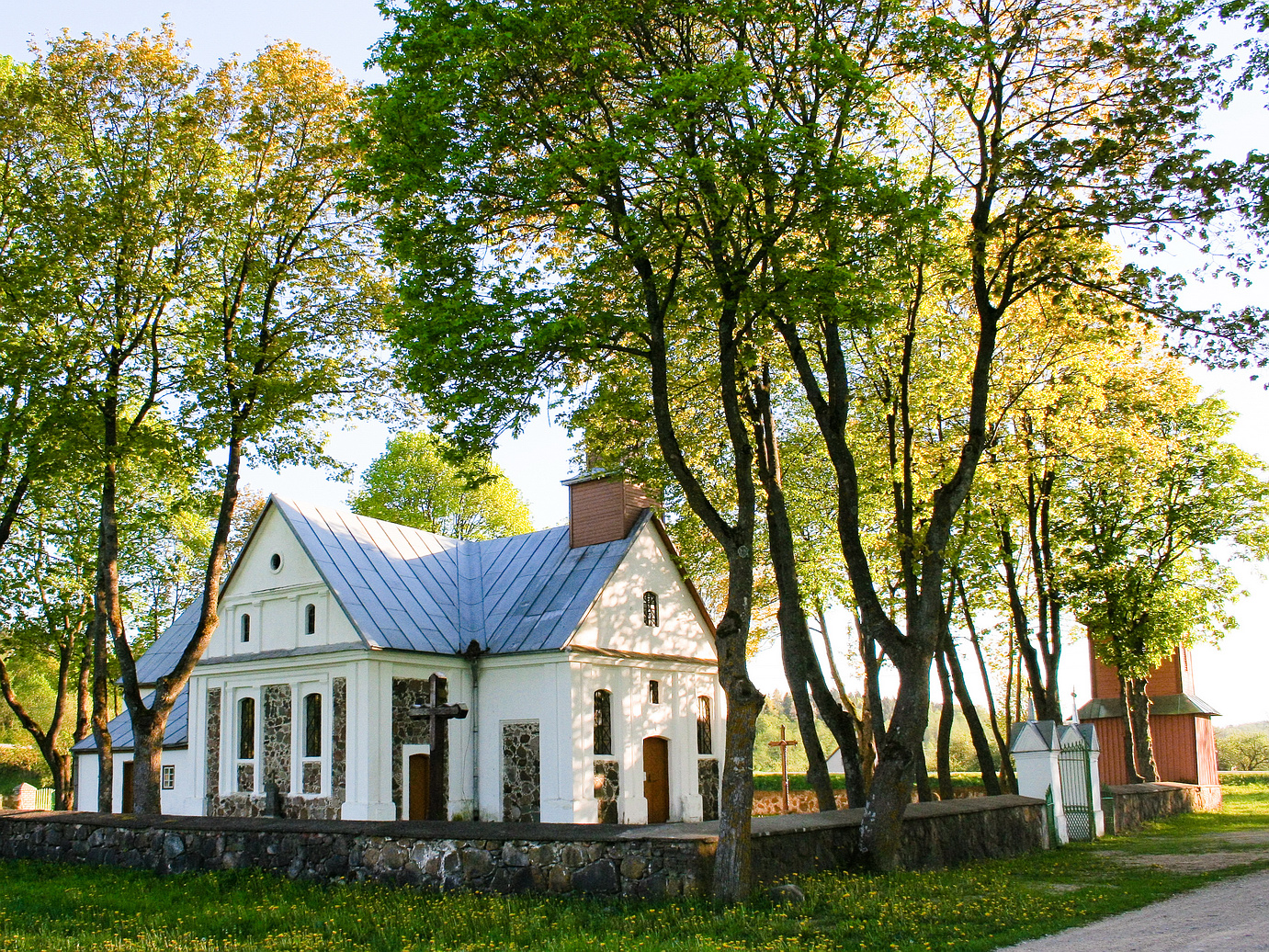
Kirche Upninkai

Hl.-Erzengel-Michael-Kirche Upninkai (lit. Upninkų Šv. arkangelo Mykolo bažnyčia) ist eine katholische Kirche im Dorf Upninkai in der Rajongemeinde Jonava (Litauen) am linken Ufer der Šventoji, nördlich des Ortes im Tal der Šventoji gelegen. Sie gehört zum Dekanat Jonava (Erzbistum Kaunas).

## Geschichte
Upninkai wurde 1442 urkundlich im Testament von Kristinas Astikas erwähnt. Der andere Upninkai-Inhaber, bis 1477 sein Sohn Radvila Astikas, baute hier die erste Kirche. 1650 gehörte diese zur evangelisch-reformatischen Kirche. 1717 wurde die katholische Kirche gebaut und 1750 zum anderen Ort verlegt. 1845 baute man eine neue Kirche.